# Прайст
Прайст (нем. Preist) — община в Германии, в земле Рейнланд-Пфальц. 
Входит в состав района Айфель-Битбург-Прюм. Подчиняется управлению Шпайхер.  Население составляет 678 человек (на 31 декабря 2010 года). Занимает площадь 6,42 км².